# Hadar-Ma'arav
Hadar-Ma'arav (hebrejsky: הדר-מערב, doslova Hadar-Západ) je čtvrť v centrální části Haify v Izraeli. Nachází se v administrativní oblasti Hadar, na okraji pohoří Karmel.

## Geografie
Leží na severním úpatí pohoří Karmel, nedaleko od centra dolního města. Jde o umělou statistickou jednotku, která se dále člení na podčásti al-Mutanabi (podle stejnojmenné ulice, někdy je též tato lokalita nazývána Abbás), Bahá'ístické zahrady (komplex Světového centra Bahá'í) a Masada (stejnojmenná ulice východně odtud). V praxi bývá tato lokalita označována jako součást čtvrti Hadar ha-Karmel.

## Demografie
Populace je smíšená židovsko-arabská. Čtvrť se rozkládá na ploše 0,71 kilometru čtverečního. V roce 2008 zde žilo 7 960 lidí, z toho 1 840 Židů, 1 470 muslimů a 3 740 arabských křesťanů.